# Dyjsko-svratecký úval
Dyjsko-svratecký úval (ungefär "Thaya-Svratka-dalen") är en dal i Tjeckien.   Den ligger i regionen Södra Mähren, och omfattar ett område från Brno söderut till österrikiska gränsen.

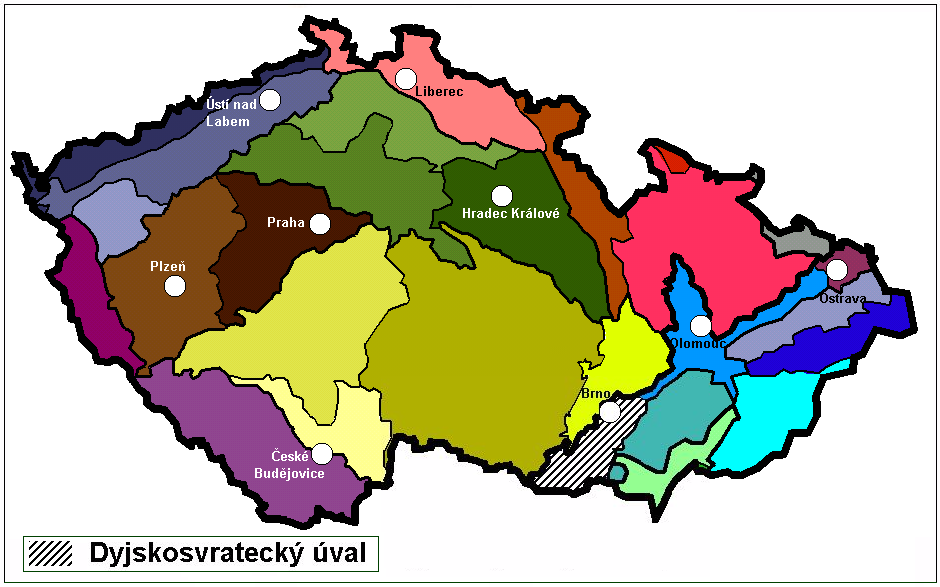
Dyjsko-svratecký úval (svartvit streckad) i Tjeckiens geomorfologiska indelning.